# Marietta Marich
Marietta Marich, született Marietta Cox (Dallas, Texas, 1930. április 5. – Houston, Texas, 2017. szeptember 28.) amerikai színésznő.

## Filmjei
- Courtship (1987)
- Holdfény az öböl felett (Full Moon in Blue Water) (1988)
- The Fulfillment of Mary Gray (1989, tv-film)
- Egyszerű emberek (Simple Men) (1992)
- Páratlan prédikátor (Leap of Faith) (1992)
- Tökéletes világ (A Perfect World) (1993)
- Egy független asszony (A Woman of Independent Means) (1995, tv-film)
- In the Name of Love: A Texas Tragedy (1995, tv-film)
- Henrietta csillaga (The Stars Fell on Henrietta) (1995, hang)
- Magányos küzdelem (A Woman of Independent Means) (1995, tv-film)
- Nem adom a fiam! (Two Mothers for Zachary) (1996, tv-film)
- A kukorica gyermekei 4. (Children of the Corn: The Gathering) (1996, videó)
- Okostojás (Rushmore) (1998)
- Clean and Narrow (1999)
- Kisvárosi szerelem (Picnic) (2000, tv-film)
- Lone Star Struck (2000)
- A texasi láncfűrészes (The Texas Chainsaw Massacre) (2003)
- A texasi láncfűrészes mészárlás: A kezdet (The Texas Chainsaw Massacre: The Beginning) (2006)
- House of Good and Evil (2013)

## További információ
- Marietta Marich a PORT.hu-n (magyarul)
- Marietta Marich az Internetes Szinkronadatbázisban (magyarul)
- Marietta Marich az Internet Movie Database-ben (angolul)
- Marietta Marich a Rotten Tomatoeson (angolul)